# Microsoft System Center
Microsoft System Center – zestaw narzędzi służący do zarządzania fizycznymi i wirtualnymi systemami w środowiskach centrów danych, komputerów klienckich i urządzeń przenośnych.
W styczniu 2013 linia obejmuje produkty:
- System Center Configuration Manager 2012 – zarządzanie konfiguracją sprzętu i oprogramowania oraz wdrażanie poprawek na stacjach roboczych Windows (dawniej Systems Management Server)
- System Center Operations Manager 2012 – monitorowanie usług i aplikacji
- System Center Data Protection Manager 2012 – ochrona i odzyskiwania danych dla serwerów Windows, takich jak SQL Server, Exchange, SharePoint, wirtualizacji oraz serwerów plików – a także desktopów Windows i laptopów
- System Center Virtual Machine Manager 2012 – zarządzenie wirtualną i fizyczną infrastrukturą IT
- System Center Service Manager 2012 – zintegrowana platforma typu HelpDesk oraz do dostosowania praktyki zarządzania usługami. Posiada wbudowane procesy oparte na najlepszych praktykach w branży, między innymi znajdujące się w Microsoft Operations Framework i IT Infrastructure Library
- System Center Orchestrator 2012 (dawniej System Center Opalis) - narzędzie do standaryzacji i automatyzacji procesów w firmach oraz projektowania takiej automatyzacji w postaci graficznych workflow
- System Center App Controller 2012 - pozwala na proste wdrażanie i monitorowanie usług (zdefiniowanych wcześniej) zarówno w chmurze publicznej jak i chmurze prywatnej. Umożliwia wykonywanie tego bezpośrednio przez użytkowników a nie tylko administratorów

Narzędzia z rodziny System Center (od wersji 2012) sprzedawane są w postaci zestawu wymienionych wcześniej komponentów i dostępne są w dwóch edycjach: Standard i Datacenter.